# Riza Lushta
Riza Lushta (Mitrovicë, 2 febbraio 1916 – Torino, 25 gennaio 1997) è stato un calciatore albanese, di ruolo attaccante.
A lui è dedicato uno degli stadi della sua città natale, utilizzato dal Klubi Futbollistik Trepça 89.

## Caratteristiche tecniche
Lushta era un attaccante dotato di buona tecnica individuale e visione di gioco. Prediligeva il ruolo di mezzo sinistro, ma la buona vena realizzativa lo incoraggiò per una carriera anche da centravanti, nel quale si distinse per l'alto numero di reti realizzate e una più che buona tecnica di base.

## Carriera

### Giocatore

Lushta alla Juventus negli anni 40

Kosovaro di Mitrovica, alla data della sua nascita parte del Regno di Serbia, si trasferì ben presto con la famiglia in Albania, dove interruppe la scuola di agricoltura per dedicarsi al calcio, sua grande passione.
Iniziò la carriera nel FK Rudar, da cui passò allo SK di Tirana, conquistando tre titoli nazionali (1934, 1936 e 1937) e la prima Coppa d'Albania, nel 1939. Giunto in Italia, dopo l'annessione dell'Albania al regno d'Italia, giocò in Serie A nel Bari per una stagione; nel 1940 fu acquistato dalla Juventus, che nella prima stagione lo schierò mezzala sinistra a causa della presenza nel ruolo di centravanti di Guglielmo Gabetto. In seguito alla cessione di Gabetto, divenne il centravanti titolare della formazione bianconera.
Con i bianconeri vinse la Coppa Italia 1941-1942 segnando una tripletta nella gara di ritorno della finale, grazie alla quale la Juventus batté in casa il Milan 4-1; nella stessa competizione marcò un totale di otto reti, conquistando la classifica marcatori (primo calciatore non italiano a riuscire nell'impresa). Con la Juventus partecipò anche al Campionato Alta Italia 1944, giocando 5 gare e segnando altrettante reti.
Al termine della Seconda guerra mondiale passò al Napoli. Segnò il suo primo gol contro il Bari. La folla esultò così animatamente da far crollare una tribuna dello stadio; si realizzò così la profetica dichiarazione del giornalista dello "Sport del Mezzogiorno" Carlo Di Nanni che, ironizzando sulle brutte prestazioni in campo dell'albanese, aveva affermato: «Quando Lushta segnerà, crollerà lo stadio». In azzurro non si ripete sui livelli raggiunti con la Juventus, anche a causa del livello modesto della squadra, e a fine stagione viene posto in lista di trasferimento.
Passò quindi all'Alessandria, dove rimase per due stagioni: nella prima ritrovava con frequenza la via della rete, mentre nella seconda realizzò 4 gol in 21 partite. Dopo una parentesi in Francia nel Cannes, giocò in terza serie con il Siena e in quarta serie con Forlì e Rapallo, chiudendo la carriera nel 1954 a 38 anni.
In Serie A disputò complessivamente 170 gare, segnando 68 gol.

### Dopo il ritiro
Abbandonato il mondo del calcio, si trasferì per vent'anni negli Stati Uniti d'America, lavorando per una ditta di ascensori.
Nel 1976 tornò a a vivere a Torino, dove verrà a mancare nel gennaio 1997. È stato sepolto nel cimitero Parco di Torino.

## Palmarès

### Club
- Campionato albanese: 3

Tirana: 1934, 1936, 1937
- Coppa d'Albania: 1

Tirana: 1938-1939
- Coppa Italia: 1

Juventus: 1941-1942

### Individuale
- Capocannoniere del campionato albanese: 2

1936 (11 gol), 1937 (25 gol)
- Capocannoniere della Coppa Italia: 1

1941-1942 (8 gol)